# Spokane
|  | Per a altres significats, vegeu «Spokane (desambiguació)». |

Els spokane o npoqínišcn són una tribu ameríndia, la parla de la qual pertany a les llengües salish. El seu nom, que prové de sin-slik-ho-ish, sintootoolish, sma-hoo-men-a-ish (spokenish), skai-schil-t'nish, ske-chei-a-mouse, schu-el-stish, sin-poil-schne, sin-shee-lish, volia dir "fills del sol".

## Localització
Vivien als marges del riu Spokane, al Washington Oriental i Idaho. Actualment viuen a la reserva Spokane, vora Wallpint (Washington).

## Demografia
Eren potser uns 600 el 1805, però reduïts a 450 el 1853. El 1909 eren uns 509 a Washington i 104 a Idaho. El 1960 eren uns 926 a Washington, i el 1980 eren un miler, dels quals només 100 parlaven la llengua. Segons el cens dels EUA del 2000, hi ha 2.198 spokane purs, 26 més barrejats amb altres tribus, 418 amb altres races, i 11 amb altres races i altres tribus. En total, 2.653 individus. Segons dades de la BIA del 1995, a la reserva Spokane hi vivien 1.416 individus (2.139 apuntats al rol tribal).

## Costums
Culturalment i lingüística, eren relacionats amb els colville, kalispell o pend d'oreille, bitterroot salish i skitwish o coeur d'alene. La seva cultura és inter-mitjana entre les tribus del Nord-oest i les tribus dels planells i de la planura, prenen trets culturals dels chinook i de llurs veïns nez percés.

## Història
El 1805 foren trobats per primer cop per Lewis i Clark, i els anomenaren Lartielo, i més tard contactaren amb la Companyia de la Badia de Hudson i amb l'American Fur Co. Del 1839 al 1849 s'hi establí una missió cristiana a Chemakane, on Paul Kane pogué entrevistar-se amb el cabdill Tun-se-ne-ho o Man without blood el 1947. Quan esclatà la guerra Cayuse (1847-1850) hagueren de tancar la missió, però el cabdill Garry va protegir els missioners. Els de la conca superior foren evangelitzats el 1841 pels jesuïtes De Smet i Point, i mercè els missioners catòlics no donaren suport als umatilla, yakama i walla walla en la guerra del 1856-1858, cosa que sí que va fer la resta de la tribu. El 1855 van signar com les altres tribus el Tractat de Wallawalla, però el 1858 donaren suport a la Guerra Coeur d'Alene. Després d'això, els de Washington marxaren a la reserva Colville i els d'Idaho a la dels Coeur d'Alene, fins que constituïren la seva pròpia reserva mercè els esforços del seu cap Moses. El membre més destacat és l'escriptora Gloria Bird.